# Atypophthalmus prodigiosus
Atypophthalmus prodigiosus är en tvåvingeart som först beskrevs av Alexander 1979.  Atypophthalmus prodigiosus ingår i släktet Atypophthalmus och familjen småharkrankar.
Artens utbredningsområde är Komorerna. Inga underarter finns listade i Catalogue of Life.